# Rothbury, Michigan
Rothbury är en ort (village) i Oceana County i Michigan. Vid 2020 års folkräkning hade Rothbury 462 invånare.